# Edward Anderson
Edward Allan Anderson (ur. 3 sierpnia 1908 w Corozalu, zm. ?) – belizeński strzelec, olimpijczyk.
Brał udział w  Letnich Igrzyskach Olimpijskich 1968 (Meksyk). Wystartował tylko w jednej konkurencji, w której zajął ostatnią 86. lokatę.
Edward Anderson uczestniczył w Igrzyskach Imperium Brytyjskiego i Wspólnoty Brytyjskiej 1966, jednak w obydwóch konkurencjach w których startował, zajmował miejsca poza pierwszą dziesiątką.

## Wyniki olimpijskie
| Igrzyska | Konkurencja                       | Wynik                          | Miejsce    | Źródło |
| -------- | --------------------------------- | ------------------------------ | ---------- | ------ |
| IO 1968  | Karabin małokalibrowy leżąc, 50 m | 562 punkty (94-95-97-93-90-93) | 86 (na 86) | [ 2 ]  |